# Flèche wallonne 1976
La Flèche wallonne 1976, 40e édition de la course, a lieu le 15 avril 1976 sur un parcours de 227 km. La victoire revient au Néerlandais Joop Zoetemelk, qui a terminé la course en solitaire en 5 h 43 min 58 s, devant les Belges Frans Verbeeck et Freddy Maertens.
Sur la ligne d’arrivée à Verviers, 42 des 152 partants ont terminé la course.

## Classement final
| #  | Coureur             | Équipe                 |    | Temps           |
| -- | ------------------- | ---------------------- | -- | --------------- |
| 1  | Joop Zoetemelk      | Gan-Mercier-Hutchinson | en | 5 h 43 min 58 s |
| 2  | Frans Verbeeck      | Ijsboerke-Colnago      | +  | 57 s            |
| 3  | Freddy Maertens     | Flandria-Velda         |    | 57 s            |
| 4  | Eddy Merckx         | Molteni-Campagnolo     |    | 57 s            |
| 5  | Walter Godefroot    | Ijsboerke-Colnago      |    | 5 min 57 s      |
| 6  | Herman Van Springel | Flandria-Velda         |    | 5 min 57 s      |
| 7  | Dietrich Thurau     | TI-Raleigh             |    | 5 min 57 s      |
| 8  | André Dierickx      | Maes Pils-Rokado       |    | 5 min 57 s      |
| 9  | Lucien Van Impe     | Molteni-Campagnolo     |    | 5 min 57 s      |
| 10 | Ludo Peeters        | Ijsboerke-Colnago      |    | 9 min 57 s      |